# Hôtel Brion
L'hôtel Brion est un monument historique situé à Strasbourg, dans le Bas-Rhin. L'édifice remarquable est un des symboles de l'Art nouveau à Strasbourg.

## Localisation
Cet hôtel particulier est situé au 22 rue Sleidan à Strasbourg.

## Historique
- Le bâtiment est construit en 1904 par l'architecte Auguste Brion pour son usage personnel.
- En 1908, une véranda est ajoutée pour accueillir un jardin d'hiver[1].
- L'hôtel a  ensuite été une pension de famille, sous le nom d'hôtel Marguerite.
- En 1975, l'édifice a fait l'objet d'une inscription au titre des monuments historiques[2].

## Architecture
L'édifice est de style Art nouveau. La façade en pierre de taille ainsi que la toiture côté rue et la grille d'entrée sont protégées au titre de monument historique.